# Развојна лига Србије у кошарци 2013/14.
Развојна лига Србије у сезони 2013/14. је друго такмичење организовано под овим именом од стране Кошаркашког савеза Србије од оснивања лиге 2013. године. Лига ове сезоне броји шест клубова и учешће у њој узело је пет од десет екипа које су први део такмичења у Кошаркашкој лиги Србије 2013/14. завршиле испод четвртог места, а њима се прикључио и млади тим Црвене звезде Телеком.
Такмичење је ове сезоне прекинуто након само 3 одиграна кола одлуком Кошаркашког савеза Србије након што су мајске поплаве проузроковале велику штету кошаркашким клубовима широм Србије. 
Награда која је била намењена прваку Развојне лиге (плаћене клупске припреме за следећу сезону и спортска опрема) биће предата клубу Раднички из Обреновца.

## Клубови у сезони 2013/14.
| Клуб                     | Град     | Дворана                   | Капацитет |
| ------------------------ | -------- | ------------------------- | --------- |
| Војводина Србијагас      | Нови Сад | Хала СЦ Слана Бара        | око 2.000 |
| Вршац                    | Вршац    | Центар Миленијум          | 5.000     |
| Напредак Рубин           | Крушевац | Хала спортова СЦ Крушевац | 2.500     |
| ОКК Београд              | Београд  | Хала Пионир               | 8.150     |
| Тамиш                    | Панчево  | Спортска хала Стрелиште   | 1.100     |
| Црвена звезда Телеком МТ | Београд  | Дворана Железник          | 3.000     |

## Резултати по колима
| 1. коло                 |       |
| Напредак - Вршац        | 68:88 |
| Војводина - ОКК Београд | 73:59 |
| Ц. звезда МТ - Тамиш    | 65:98 |

| 2. коло                    |       |
| Вршац - Тамиш              | 90:75 |
| ОКК Београд - Ц. звезда МТ | 99:74 |
| Напредак - Војводина       | 69:79 |

| 3. коло                 |       |
| Војводина - Вршац       | 79:55 |
| Ц. звезда МТ - Напредак | 70:61 |
| Тамиш - ОКК Београд     | 83:80 |

| 4. коло                  |     |
| Вршац - ОКК Београд      | -:- |
| Напредак - Тамиш         | -:- |
| Војводина - Ц. звезда МТ | -:- |

| 5. коло                 |     |
| Ц. звезда МТ - Вршац    | -:- |
| Тамиш - Војводина       | -:- |
| ОКК Баеоград - Напредак | -:- |

| 6. коло                 |     |
| Вршац - Напредак        | -:- |
| ОКК Београд - Војводина | -:- |
| Тамиш - Ц. звезда МТ    | -:- |

| 7. коло                    |     |
| Тамиш - Вршац              | -:- |
| Ц. звезда МТ - ОКК Београд | -:- |
| Војводина - Напредак       | -:- |

| 8. коло                 |     |
| Вршац - Војводина       | -:- |
| Напредак - Ц. звезда МТ | -:- |
| ОКК Београд - Тамиш     | -:- |

| 9. коло                  |     |
| ОКК Београд - Вршац      | -:- |
| Тамиш - Напредак         | -:- |
| Ц. звезда МТ - Војводина | -:- |

| 10. коло               |     |
| Вршац - Ц. звезда МТ   | -:- |
| Војводина - Тамиш      | -:- |
| Напредак - ОКК Београд | -:- |

## Табела
|   | Тим                      | Игр. | Поб. | Изг. | П+  | П-  | П+/- | Бод |
| - | ------------------------ | ---- | ---- | ---- | --- | --- | ---- | --- |
| 1 | Војводина Србијагас      | 3    | 3    | 0    | 231 | 183 | +48  | 6   |
| 2 | Тамиш                    | 3    | 2    | 1    | 256 | 235 | +21  | 5   |
| 3 | Вршац                    | 3    | 2    | 1    | 233 | 222 | +11  | 5   |
| 4 | ОКК Београд              | 3    | 1    | 2    | 238 | 230 | +8   | 4   |
| 5 | Црвена звезда Телеком МТ | 3    | 1    | 2    | 209 | 258 | -49  | 4   |
| 6 | Напредак Рубин           | 3    | 0    | 3    | 198 | 237 | -39  | 3   |

Легенда:

## Најкориснији играчи кола и лиге
| Коло | Играч            | Клуб                | Индекс |
| ---- | ---------------- | ------------------- | ------ |
| 1.   | Марко Радоњић    | Напредак Рубин      | 31     |
| 2.   | Страхиња Мићовић | ОКК Београд         | 36     |
| 3.   | Стефан Пот       | Војводина Србијагас | 33     |